# 100 mètres masculin aux Jeux olympiques d'été de 2008 (athlétisme)
Pour un article plus général, voir Athlétisme aux Jeux olympiques d'été de 2008.
Navigation
Athènes 2004 Londres 2012
L'épreuve du 100 mètres masculin aux Jeux olympiques de 2008 s'est déroulée les 15 et 16 août 2008 dans le Stade national de Pékin.
Chaque comité olympique national pouvait inscrire trois athlètes ayant satisfaits à la limite A (10 s 21) durant la période de qualification (1er janvier au 23 juillet). Les comités nationaux pouvaient sinon inscrire un athlète ayant couru en dessous de la limite B (10 s 28) durant cette même période.
80 athlètes sont inscrits, ils sont repartis dans dix séries éliminatoires avant de se départager lors de quarts de finale (le 15 août), des demi-finales et la finale le 16 août. Le vent est de +0,0 m/s lors de la finale où Usain Bolt alors âgé de 21 ans remporte son premier titre olympique en se révélant aux yeux de la planète entière, écartant les bras au bout de 60 m de course en constatant son avance et établissant un nouveau record du monde en 9 secondes et 69 centièmes. 

## Records
Avant cette compétition, les records dans cette discipline étaient les suivants :
| Record du monde  | 9 s 72 | Usain Bolt     | Jamaïque | 31 mai 2008     | New York |
| Record olympique | 9 s 84 | Donovan Bailey | Canada   | 27 juillet 1996 | Atlanta  |

## Meilleures performances de l'année 2008
Les dix coureurs les plus rapides de l'année sont, avant les Jeux (au 7 août 2008), les suivants . Y figurent, 5 Américains, 3 Jamaïcains et 2 Trinidadiens.
| 1  | Usain Bolt       | Jamaïque          | 9 s 72 | 31 mai 2008     |
| 2  | Tyson Gay        | États-Unis        | 9 s 77 | 28 juin 2008    |
| 3  | Asafa Powell     | Jamaïque          | 9 s 82 | 29 juillet 2008 |
| 4  | Darvis Patton    | États-Unis        | 9 s 89 | 28 juin 2008    |
| 4  | Travis Padgett   | États-Unis        | 9 s 89 | 28 juin 2008    |
| 6  | Richard Thompson | Trinité-et-Tobago | 9 s 93 | 18 mai 2008     |
| 7  | Ivory Williams   | États-Unis        | 9 s 93 | 28 juin 2008    |
| 8  | Rodney Martin    | États-Unis        | 9 s 95 | 28 juin 2008    |
| 9  | Marc Burns       | Trinité-et-Tobago | 9 s 97 | 25 juillet 2008 |
| 10 | Nesta Carter     | Jamaïque          | 9 s 98 | 22 juillet 2008 |

## Médaillés
| Or         | Argent           | Bronze     |
| Usain Bolt | Richard Thompson | Walter Dix |

## Résultats

### Finale (16 août)

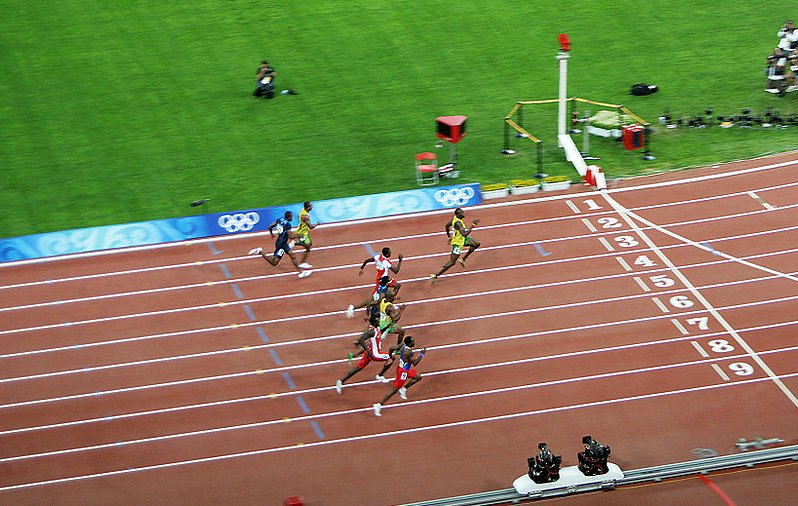
La large avance d'Usain Bolt dans les dernières foulées de la finale

. 
| Rang                                | Ligne | Athlète          | Nationalité            | Temps de réaction | Résultat | Notes |
| ----------------------------------- | ----- | ---------------- | ---------------------- | ----------------- | -------- | ----- |
| Médaille d'or, Jeux olympiques      | 4     | Usain Bolt       | Jamaïque               | 0 s 165           | 9 s 69   | WR    |
| Médaille d'argent, Jeux olympiques  | 5     | Richard Thompson | Trinité-et-Tobago      | 0 s 133           | 9 s 89   | PB    |
| Médaille de bronze, Jeux olympiques | 6     | Walter Dix       | États-Unis             | 0 s 133           | 9 s 91   | PB    |
| 4                                   | 9     | Churandy Martina | Antilles néerlandaises | 0 s 169           | 9 s 93   | RN    |
| 5                                   | 7     | Asafa Powell     | Jamaïque               | 0 s 134           | 9 s 95   |       |
| 6                                   | 2     | Michael Frater   | Jamaïque               | 0 s 147           | 9 s 97   | PB    |
| 7                                   | 8     | Marc Burns       | Trinité-et-Tobago      | 0 s 145           | 10 s 01  |       |
| 8                                   | 3     | Darvis Patton    | États-Unis             | 0 s 142           | 10 s 03  |       |
|                                     |       |                  |                        | Vent: 0.0 m/s     |          |       |

### Demi-finales (15 août)

#### Série 1
| Rang | Ligne | Athlète        | Nationalité                | Temps de réaction | Résultat | Notes | Qual. |
| ---- | ----- | -------------- | -------------------------- | ----------------- | -------- | ----- | ----- |
| 1    | 7     | Usain Bolt     | Jamaïque                   | 0 s 161           | 9 s 85   |       | Q     |
| 2    | 6     | Walter Dix     | États-Unis                 | 0 s 143           | 9 s 95   | SB    | Q     |
| 3    | 4     | Marc Burns     | Trinité-et-Tobago          | 0 s 124           | 9 s 97   | =SB   | Q     |
| 4    | 9     | Michael Frater | Jamaïque                   | 0 s 163           | 10 s 01  |       | Q     |
| 5    | 5     | Kim Collins    | Saint-Christophe-et-Niévès | 0 s 163           | 10 s 05  | SB    |       |
| 6    | 2     | Derrick Atkins | Bahamas                    | 0 s 159           | 10 s 13  |       |       |
| 7    | 8     | Tyrone Edgar   | Grande-Bretagne            | 0 s 143           | 10 s 18  |       |       |
| 8    | 3     | Samuel Francis | Qatar                      | 0 s 146           | 10 s 20  |       |       |
|      |       |                |                            | Vent: -0.1 m/s    |          |       |       |

#### Série 2
| Rang | Ligne | Athlète           | Nationalité            | Temps de réaction | Résultat | Notes | Qual. |
| ---- | ----- | ----------------- | ---------------------- | ----------------- | -------- | ----- | ----- |
| 1    | 6     | Asafa Powell      | Jamaïque               | 0 s 161           | 9 s 91   |       | Q     |
| 2    | 7     | Richard Thompson  | Trinité-et-Tobago      | 0 s 175           | 9 s 93   | =PB   | Q     |
| 3    | 5     | Churandy Martina  | Antilles néerlandaises | 0 s 138           | 9 s 94   | RN    | Q     |
| 4    | 4     | Darvis Patton     | États-Unis             | 0 s 149           | 10 s 03  |       | Q     |
| 5    | 9     | Tyson Gay         | États-Unis             | 0 s 145           | 10 s 05  |       |       |
| 6    | 8     | Francis Obikwelu  | Portugal               | 0 s 157           | 10 s 10  |       |       |
| 7    | 3     | Naoki Tsukahara   | Japon                  | 0 s 143           | 10 s 16  | SB    |       |
| 8    | 2     | Martial Mbandjock | France                 | 0 s 148           | 10 s 18  |       |       |
|      |       |                   |                        | Vent: +0.3 m/s    |          |       |       |

### Quarts de finale (15 août)
Il y aura cinq quarts de finale. Les trois premiers de chaque course et le meilleur temps des viennent-ensuite seront qualifiés pour les demi-finales.
| Rang | Pays                   | Athlète           | Temps         |
| ---- | ---------------------- | ----------------- | ------------- |
| 1    | Antilles néerlandaises | Churandy Martina  | 9 s 99 Q (RN) |
| 2    | Jamaïque               | Michael Frater    | 10 s 09 Q     |
| 3    | Japon                  | Naoki Tsukahara   | 10 s 23 Q     |
| 4    | Royaume-Uni            | Simeon Williamson | 10 s 32       |
| 5    | Cuba                   | Henry Vizcaíno    | 10 s 33       |
| 6    | Canada                 | Pierre Browne     | 10 s 36       |
| 7    | Pologne                | Dariusz Kuc       | 10 s 46       |
| 8    | Trinité-et-Tobago      | Darrel Brown      | 10 s 93       |

| Rang | Pays              | Athlète             | Temps     |
| ---- | ----------------- | ------------------- | --------- |
| 1    | Trinité-et-Tobago | Richard Thompson    | 9 s 99 Q  |
| 2    | États-Unis        | Tyson Gay           | 10 s 09 Q |
| 3    | France            | Martial Mbandjock   | 10 s 16 Q |
| 4    | Nigeria           | Olusoji Fasuba      | 10 s 21   |
| 5    | Barbade           | Andrew Hinds        | 10 s 25   |
| 6    | Brésil            | José Carlos Moreira | 10 s 32   |
| 7    | Italie            | Simone Collio       | 10 s 33   |
| 8    | Colombie          | Daniel Grueso       | 10 s 37   |

| Rang | Pays                       | Athlète          | Temps          |
| ---- | -------------------------- | ---------------- | -------------- |
| 1    | Trinité-et-Tobago          | Marc Burns       | 10 s 05 Q      |
| 2    | Saint-Christophe-et-Niévès | Kim Collins      | 10 s 07 Q (SB) |
| 3    | Royaume-Uni                | Tyrone Edgar     | 10 s 10 Q      |
| 4    | Qatar                      | Samuel Francis   | 10 s 11 q      |
| 5    | France                     | Ronald Pognon    | 10 s 21        |
| 6    | Slovénie                   | Matic Osovnikar  | 10 s 24        |
| 7    | Allemagne                  | Tobias Unger     | 10 s 36        |
| 8    | Japon                      | Nobuharu Asahara | 10 s 37        |

| Rang | Pays        | Athlète               | Temps     |
| ---- | ----------- | --------------------- | --------- |
| 1    | Jamaïque    | Usain Bolt            | 9 s 92 Q  |
| 2    | États-Unis  | Darvis Patton         | 10 s 04 Q |
| 3    | Portugal    | Francis Obikwelu      | 10 s 09 Q |
| 4    | Norvège     | Jaysuma Saidy Ndure   | 10 s 14   |
| 5    | Royaume-Uni | Craig Pickering       | 10 s 18   |
| 6    | Nigeria     | Obinna Metu           | 10 s 27   |
| 7    | Canada      | Anson Henry           | 10 s 33   |
| 8    | Espagne     | Ángel David Rodríguez | 10 s 35   |

| Rang | Pays               | Athlète         | Temps     |
| ---- | ------------------ | --------------- | --------- |
| 1    | Jamaïque           | Asafa Powell    | 10 s 02 Q |
| 2    | États-Unis         | Walter Dix      | 10 s 08 Q |
| 3    | Bahamas            | Derrick Atkins  | 10 s 14 Q |
| 4    | Antigua-et-Barbuda | Daniel Bailey   | 10 s 23   |
| 5    | Ghana              | Aziz Zakari     | 10 s 24   |
| 6    | Russie             | Andrey Yepishin | 10 s 25   |
| 7    | Brésil             | Vicente de Lima | 10 s 31   |
| 8    | Chine              | Hu Kai          | 10 s 40   |

### Séries (15 août)
Il y a eu dix séries. Les trois premiers de chaque course ainsi que les dix meilleurs temps se sont qualifiés pour les quarts de finale.
| Rang | Pays               | Athlète         | Temps        |
| ---- | ------------------ | --------------- | ------------ |
| 1    | Jamaïque           | Usain Bolt      | 10 s 20 Q    |
| 2    | Antigua-et-Barbuda | Daniel Bailey   | 10 s 24 Q    |
| 3    | Brésil             | Vicente de Lima | 10 s 26 Q    |
| 4    | Cuba               | Henry Vizcaíno  | 10 s 28 q    |
| 5    | Italie             | Fabio Cerutti   | 10 s 49      |
| 6    | Suriname           | Jurgen Themen   | 10 s 61 (PB) |
| 7    | Vanuatu            | Moses Kamut     | 10 s 81      |
| 8    | Îles Salomon       | Francis Manioru | 11 s 09      |

| Rang | Pays                       | Athlète         | Temps        |
| ---- | -------------------------- | --------------- | ------------ |
| 1    | Jamaïque                   | Asafa Powell    | 10 s 16 Q    |
| 2    | Saint-Christophe-et-Niévès | Kim Collins     | 10 s 17 Q    |
| 3    | Royaume-Uni                | Craig Pickering | 10 s 21 Q    |
| 4    | Colombie                   | Daniel Grueso   | 10 s 35 q    |
| 5    | Pologne                    | Dariusz Kuc     | 10 s 44 q    |
| 6    | République centrafricaine  | Béranger Bosse  | 10 s 51 (SB) |
| 7    | Tonga                      | Aisea Tohi      | 11 s 17      |
| 8    | Îles Marshall              | Roman Cress     | 11 s 18      |

| Rang | Pays                            | Athlète            | Temps        |
| ---- | ------------------------------- | ------------------ | ------------ |
| 1    | Trinité-et-Tobago               | Richard Thompson   | 10 s 24 Q    |
| 2    | France                          | Martial Mbandjock  | 10 s 26 Q    |
| 3    | Italie                          | Simone Collio      | 10 s 32 Q    |
| 4    | Ghana                           | Aziz Zakari        | 10 s 34 q    |
| 5    | Barbade                         | Andrew Hinds       | 10 s 35 q    |
| 6    | Indonésie                       | Suryo Agung Wibowo | 10 s 46      |
| 7    | Saint-Vincent-et-les-Grenadines | Jared Lewis        | 11 s 00      |
| 8    | Kiribati                        | Rabangaki Nawai    | 11 s 29 (SB) |

| Rang | Pays                | Athlète                 | Temps     |
| ---- | ------------------- | ----------------------- | --------- |
| 1    | Jamaïque            | Michael Frater          | 10 s 15 Q |
| 2    | Canada              | Pierre Browne           | 10 s 22 Q |
| 3    | Trinité-et-Tobago   | Darrel Brown            | 10 s 22 Q |
| 4    | Japon               | Nobuharu Asahara        | 10 s 25 q |
| 5    | Guinée-Bissau       | Holder da Silva         | 10 s 58   |
| 6    | Burkina Faso        | Idrissa Sanou           | 10 s 63   |
| 7    | République du Congo | Ghyd Kermeliss Olonghot | 11 s 01   |
| 8    | Afghanistan         | Massoud Azizi           | 11 s 45   |

| Rang | Pays              | Athlète               | Temps        |
| ---- | ----------------- | --------------------- | ------------ |
| 1    | États-Unis        | Tyson Gay             | 10 s 22 Q    |
| 2    | Nigeria           | Olusoji Fasuba        | 10 s 29 Q    |
| 3    | Brésil            | José Carlos Moreira   | 10 s 29 Q    |
| 4    | Espagne           | Ángel David Rodríguez | 10 s 34 q    |
| 5    | Tchéquie          | Lukáš Milo            | 10 s 52      |
| 6    | Comores           | Mhadjou Youssouf      | 10 s 62 (PB) |
| 7    | Seychelles        | Danny D'Souza         | 11 s 00      |
| 8    | Samoa américaines | Shanahan Sanitoa      | 12 s 60      |

| Rang | Pays        | Athlète                 | Temps        |
| ---- | ----------- | ----------------------- | ------------ |
| 1    | Royaume-Uni | Tyrone Edgar            | 10 s 13 Q    |
| 2    | États-Unis  | Darvis Patton           | 10 s 25 Q    |
| 3    | France      | Ronald Pognon           | 10 s 26 Q    |
| 4    | Chine       | Kai Hu                  | 10 s 39 q    |
| 5    | Oman        | Abdullah Al-Sooli       | 10 s 53 (PB) |
| 6    | Bulgarie    | Desislav Gunev          | 10 s 66      |
| 7    | Maldives    | Ali Shareef             | 11 s 11 (RN) |
| 8    | Laos        | Souksavanh Tonsacktheva | 11 s 51      |

| Rang | Pays               | Athlète               | Temps        |
| ---- | ------------------ | --------------------- | ------------ |
| 1    | Portugal           | Francis Obikwelu      | 10 s 25 Q    |
| 2    | Nigeria            | Obinna Metu           | 10 s 34 Q    |
| 3    | États-Unis         | Walter Dix            | 10 s 35 Q    |
| 4    | Canada             | Anson Henry           | 10 s 37 q    |
| 5    | Ukraine            | Dmytro Hlushchenko    | 10 s 57      |
| 6    | Singapour          | Calvin Kang Li Loong  | 10 s 73      |
| 7    | Palaos             | Jesse Tamangrow       | 11 s 38 (PB) |
| 8    | Guinée équatoriale | Reginaldo Micha Ndong | 11 s 61      |

| Rang | Pays       | Athlète              | Temps     |
| ---- | ---------- | -------------------- | --------- |
| 1    | Bahamas    | Derrick Atkins       | 10 s 28 Q |
| 2    | Russie     | Andrey Yepishin      | 10 s 34 Q |
| 3    | Norvège    | Jaysuma Saidy Ndure  | 10 s 37 Q |
| 4    | Nigeria    | Uchenna Emedolu      | 10 s 46 q |
| 5    | Gambie     | Suwaibou Sanneh      | 10 s 52   |
| 6    | Brésil     | Sandro Viana         | 10 s 60   |
| 7    | Hong Kong  | Chun Ho Lai          | 10 s 63   |
| 8    | Bangladesh | Mohamed Abu Abdullah | 11 s 07   |

| Rang | Pays                        | Athlète                 | Temps        |
| ---- | --------------------------- | ----------------------- | ------------ |
| 1    | Qatar                       | Samuel Francis          | 10 s 40 Q    |
| 2    | Trinité-et-Tobago           | Marc Burns              | 10 s 46 Q    |
| 3    | Slovénie                    | Matic Osovnikar         | 10 s 46 Q    |
| 4    | Honduras                    | Rolando Palacios        | 10 s 49      |
| 5    | Azerbaïdjan                 | Ruslan Abbasov          | 10 s 58      |
| 6    | Monaco                      | Sébastien Gattuso       | 10 s 70      |
| 7    | États fédérés de Micronésie | Jack Howard             | 11 s 03      |
| 8    | Îles Cook                   | Gordon Teokotai Heather | 11 s 41 (PB) |

| Rang | Pays                   | Athlète             | Temps        |
| ---- | ---------------------- | ------------------- | ------------ |
| 1    | Antilles néerlandaises | Churandy Martina    | 10 s 35 Q    |
| 2    | Japon                  | Naoki Tsukahara     | 10 s 39 Q    |
| 3    | Royaume-Uni            | Simeon Williamson   | 10 s 42 Q    |
| 4    | Allemagne              | Tobias Unger        | 10 s 46 q    |
| 5    | Équateur               | Franklin Nazareno   | 10 s 60      |
| 6    | Gabon                  | Wilfried Bingangoye | 10 s 87      |
| 7    | Tchad                  | Moumi Sebergue      | 11 s 14      |
| 8    | Tuvalu                 | Okilani Tinilau     | 11 s 48 (RN) |